# Japanse hopbeuk
De Japanse hopbeuk (Ostrya japonica) is een plant uit de berkenfamilie (Betulaceae). De soort is afkomstig uit Japan, Korea en China. De plant werd rond 1888 ingevoerd in de Verenigde Staten. De boom wordt 5-6 m hoog en heeft een afbladderende stam. De groenachtige bladeren zijn onderaan zacht behaard en ze hebben negen tot twaalf paar nerven. In het voorjaar draagt de boom lange, gele katjes.